# Васељенски патријарх Атинагора
Васељенски патријарх Атинагора (световно име Аристоклис Спиру; Василико, 25. март 1886 — Истанбул, 7. јул 1972) је био врховни поглавар Васељенске православне цркве од 1948. до 1972. године.

## Каријера, до доласка на место васељенског патријарха
Прво образовање је стекао у локалним школама, а потом, 1903. ишао на Теолошки факултет у Халки, на којем је дипломирао 1910. и исте године рукоположен је за ђакона. Јула 1910. запослио се код митрополита Пелагоније и монастирија Стефана, где је остао осам година служећи и његовом наследнику Хрисостому. Марта 1919. постао је ђакон и секретар архиепископије код Мелетија, архиепископа Атине. Децембра 1922. изабран је за митрополита Крфа и Паксона, рукоположен за свештеника и потом епископа. Августа 1930. проглашен је за архиепископа Северне и Јужне Америке где је служио осамнаест година. За васељенског патријарха у Константинопољу прогласио га је 1. новембра 1948. Свети сабор Васељенске патријаршије.

## Контакти са Римом
Πο доласку Атинагоре на патријаршијски престо, Црквена политика се променила. До тог времена Васељенска патријаршија се ослањала више на грчки народ, а мање на остале православне цркве, али патријарх Атинагора, који је дуго живео у Америци, одлучио је да би Васељенска патријаршија требало другачије да дефинише своју улогу и да покуша да обухвати целокупно хришћанство. Тај покушај успостављања православне цркве сметао је римокатолицима, до 1958. када је архиепископ Америке Јаков, посетио папу у Риму, да би касније нунције Теста узвратио посету васељенском патријарху. На тим сусретима се одлучило да васељенска патријаршија може помоћи у приближавању и помирењу свих хришћанских цркава. Онда је папа Јован XXIII позвао све православне Цркве да учествују на 1962. године сазваном (Другом ватиканском концилу) под његовим вођством.

## Свеправославна конференција на Родосу
У међувремену, након посете свих православних патријаршија и аутокефалне православне цркве Константинопољу, Атинагора је кренуо на пропутовање по Блиском истоку да би припремио свеправославни конгрес који је успео да сазове на Родосу септембра 1960, који је свугде на свету окарактерисан као један од најважнијих аката хришћанства, јер након пуних десет векова су све православне Цркве селе за исти сто. Атинагора није учествовао на Другом ватиканском сабору јер су разлике са римо-католицима остале велике.

## Резултати родоске конференције
Успех свеправославног конгреса лежи у томе што:
- су померене етничке разлике и што је ујединио православце под разним политичким системима да би верификовали своје уједињење и сарадњу након десет векова,
- по формулисању српског теолога Тројана Костића признато је, de jure, право васељенског патријарха да сазива васељенске или свеправославне саборе,
- на конгресу на Родосу православље је успело да буде епицентар свих покушаја приближавања протестаната и римокатолика превазилазећи стриктно грчки карактер патријаршије,
- преко тешње будуће сарадње свих православних Цркава смањује се значај државе, што отвара нове могућности организације православног стада,
- дошло је до тешњих контаката и сарадње православља и јеретичких монофизитских цркава Истока.

За ту своју политику патријарх Атинагора је примио негативне критике, а у исто време и похвале.

## Процене његовог рада
Неке особе у грчким владама је, због личних амбиција, пребацивало неуспехе грчке политике са Турском на Атинагору, али мора да се узме у обзир да је после повеље у Лозани која не пружа заштиту интернационалног права за патријарха него га препушта унутрашњим законима Турске, његов положај био знатно отежан. У сваком случају недостаје научно и темељито аргументован рад по питању шта ће бити са православљем, са тим великим циљевима Атинагоре, тако да је мудрије сачекати да време покаже успех или неуспех. У ери брзе комуникације, минимализације даљина, велике политичке промене и велике глобалне контрадикције које највише утичу на мале земље, Атинагорина васељенска и свехришћанска политика има своје предности. Његова реорганизација архиепископије Константинопоља је исто веома важна као и његов рад у Америци, где је успео да изгради пуно храмова и да створи истобројно нове парохије. Успео је да проради васељенска штампарија основана за време васељенског патријарха Ћирила Лукареоса и реорганизовао Теолошки факултет у Халки који је био пред пропашћу. Али, нажалост, огромна проблематика око Кипра резултовала је тиме да се велики део његовог програма заустави.